# دوائر ولاية المنيعة
قائمة الدوائر في ولاية المنيعة حسب توزيعها على البلديات مع الرمز البريدي وتعداد السكان.

## البلديات
| الرمز البريدي | اسم الدائرة   | عدد البلديات  | عدد السكان |        |
| ------------- | ------------- | ------------- | ---------- | ------ |
|               | دائرة المنيعة | 2             | 57,996     |        |
|               | المجموع       | ولاية المنيعة | 4          | 64,487 |

### وصلات خارجية
- الموقع الرسمي لوزارة الداخلية الجزائرية